# Caryinita
La caryinita és un mineral de la classe dels fosfats, que pertany al grup de l'al·luaudita. Rep el seu nom del grec κορύινος, per error, en comptes de καρύινος, "de color castany-marró" en al·lusió al seu color.

## Característiques
La caryinita és un fosfat de fórmula química (Na,Pb)(Ca,Na)CaMn2+
2(AsO₄)₃. Cristal·litza en el sistema monoclínic. La seva duresa a l'escala de Mohs és 4. Químicament és molt similar a l'ortoròmbica piccoliïta, aprovada l'any 2017.
Segons la classificació de Nickel-Strunz, la caryinita pertany a «08.AC: Fosfats, etc. sense anions addicionals, sense H₂O, amb cations de mida mitjana i gran» juntament amb els següents minerals: howardevansita, al·luaudita, arseniopleïta, ferroal·luaudita, hagendorfita, johil·lerita, maghagendorfita, nickenichita, varulita, ferrohagendorfita, bradaczekita, yazganita, groatita, bobfergusonita, ferrowyl·lieïta, qingheiïta, rosemaryita, wyl·lieïta, ferrorosemaryita, qingheiïta-(Fe2+), manitobaïta, marićita, berzeliïta, manganberzeliïta, palenzonaïta, schäferita, brianita, vitusita-(Ce), olgita, barioolgita, whitlockita, estronciowhitlockita, merrillita, tuïta, ferromerrillita, bobdownsita, chladniïta, fil·lowita, johnsomervilleïta, galileiïta, stornesita-(Y), xenofil·lita, harrisonita, kosnarita, panethita, stanfieldita, ronneburgita, tillmannsita i filatovita.

## Formació i jaciments
Va ser descoberta a Långban, al municipi de Filipstad, a Värmland (Suècia). També ha estat descrita en altres tres indrets: Sjögruvan, a Hällefors (Västmanland, Suècia); Vallone della Valletta, a Canosio (Piemont, Itàlia); i Ausserferrera (Grisons, Suïssa).